# Башилов, Семён Сергеевич
Семён Сергеевич Башилов (1740—1770) — переводчик, историк, археограф.

## Биография
Семён Башилов родился в 1740 году в Троицко-Сергиевской лавре, при которой его отец состоял приказным. Учился в Троицкой лавровской семинарии. В 1757 году был переведён в гимназию Московского университета, в 1759 году произведён в студенты Московского университета. В 1762 году возвращён в Троицкую семинарию для преподавания математики. В 1764 году назначен инспектором студентов Славяно-греко-латинской академии и Троицкой семинарии, отправляющихся для продолжения обучения в Англию. Вместе со студентами приехал в Санкт-Петербург, но от поездки за границу отказался из-за начавшейся чахотки.
В 1766 году поступил переводчиком в Санкт-Петербургскую Академию наук, где познакомился с А. Л. Шлёцером и стал его основным помощником по изданию памятников древнерусской истории. В 1769 году перешёл «сочинителем» в комиссию составления нового Уложения, а в следующем году его перевели в Сенат с производством в сенатские секретари. Умер 11 июля 1770 года (в возрасте 30 лет).

## Научная деятельность
Научная деятельность Башилова выразилась, главным образом, в издании памятников родной старины. Он помогал Шлёцеру при издании I части «Русской летописи по Никонову списку» (Спб., 1767), а в следующем году сам издал II часть этой летописи (Спб., 1768) при содействии академического переводчика Поленова. В том же году появился сборник юридических памятников, изданный Башиловым под заглавием «Судебник Царя и великого князя Ивана Васильевича, Законы из Юстиниановых книг, Указы дополнительные к Судебнику и Таможенный устав царя и великого князя Ивана Васильевича» (Спб., 1768). Первые два памятника изданы Семёном Башиловым по списку XVII в., подаренному в 1746 г. Академии наук канцеляристом Устюжской епархии Иваном Поповым, но Башилов пользовался и рукописью В. Н. Татищева, которую последний задолго перед тем представил в Академию наук и в которой имелись все 4 изданных Башиловым памятника, снабженные многочисленными примечаниями знаменитого историка. До Башилова Судебник издан не был, но в том же 1768 г. появился в Москве Судебник в Татищевской обработке (издан Г. Ф. Миллером).

## Переводы
Кроме изданий памятников, Башилов много занимался переводами. Последние переводы:
- «Д’Аржанс. Блаженство. Разговоры животных» (Спб., 1767)
- «Мелон. Политический опыт о коммерции» (с француз., Спб., 1768)
- «Кандид», сочин. Вольтера (Спб., 1769 и 1789)
- «О ласкательстве», из Энциклопедии, статья д’Аламбера (Спб., 1770)
- «Краткая мифология с Овидиевыми превращениями» (Спб., 1776)
- «Лисимах» из сочинений Монтескьё
- «Разговор Силлы с Эвкратом»
- «О вкусе в делах естества и искусства»[2]